# Eduardo Lorrio
Eduardo Lorrio Béjar (* 25. September 1993 in Madrid) ist ein spanischer Wasserballspieler. Mit der spanischen Nationalmannschaft war er Weltmeister 2022 und 2025, Weltmeisterschaftszweiter 2019 sowie Weltmeisterschaftsdritter 2023 und 2024. Bei Europameisterschaften gewann er bis 2024 einmal Gold, zweimal Silber und einmal Bronze.

## Sportliche Karriere
Der 1,93 Meter große Lorrio spielt für den Club Natació Sabadell.
Lorrio war in der Nationalmannschaft ab 2018 zweiter Torwart hinter Daniel López. Bei der Europameisterschaft 2018 in Barcelona besiegten die Spanier im Viertelfinale die Griechen und im Halbfinale die Italiener. Im Finale gegen die Serben unterlagen die Spanier im Penaltyschießen, nachdem es am Ende der regulären Spielzeit 7:7 gestanden war. Lorrio spielte in zwei Vorrundenspielen und kurz im Viertelfinale. Bei der Weltmeisterschaft 2019 in Gwangju gewannen die Spanier im Viertelfinale gegen die Serben und im Halbfinale gegen die Kroaten, im Endspiel unterlagen sie den Italienern. Im Januar 2020 bei der Europameisterschaft in Budapest besiegten die Spanier im Viertelfinale erneut die Serben und im Halbfinale die Kroaten. Im Finale unterlagen sie den Ungarn nach Penaltyschießen.
Bei den 2021 ausgetragenen Olympischen Spielen in Tokio war Unai Aguirre Zweiter Torhüter hinter Daniel López. Ab 2022 bildeten Aguirre und Lorrio das Torhüterduo in der Nationalmannschaft. 2022 fand ab Ende Juni die Weltmeisterschaft in Budapest statt. Die Spanier gewannen im Viertelfinale gegen Montenegro und im Halbfinale gegen Kroatien. Im Endspiel bezwangen sie die Italiener im Penaltyschießen. Ende August 2022 begann in Kroatien die Europameisterschaft 2022. Die Spanier gewannen das Viertelfinale gegen die Griechen und verloren im Halbfinale gegen die Ungarn. Mit einem 7:6 gegen die Italiener erkämpften die Spanier die Bronzemedaille.
2023 bei der Weltmeisterschaft in Fukuoka bezwangen die Spanier im Viertelfinale die französische Mannschaft. Nach einem 11:12 gegen die Ungarn im Halbfinale besiegten die Spanier im Spiel um Bronze die Serben. Im Januar 2024 fand die Europameisterschaft in Kroatien statt. Mit Siegen über Rumänien im Viertelfinale und über Italien im Halbfinale erreichten die Spanier das Finale. Dort gewannen sie mit 11:10 gegen die Kroaten. Im Februar 2024 bei der Weltmeisterschaft in Doha besiegten die Spanier im Viertelfinale die Mannschaft aus Montenegro mit 15:12. Nach der Halbfinalniederlage gegen die Italiener gewannen die Spanier mit einem Sieg über die Franzosen die Bronzemedaille. Bei den Olympischen Spielen in Paris gewannen die Spanier ihre Vorrundengruppe und verloren im Viertelfinale gegen die Kroaten. Letztlich wurden die Spanier Sechste.
2025 bei der Weltmeisterschaft in Singapur besiegten die Spanier im Viertelfinale die Mannschaft aus Montenegro mit 14:5. Das Halbfinale gegen die Griechen entschieden die Spanier erst im Penaltyschießen für sich. Im Finale bezwangen sie die Ungarn mit 15:13. Im Finale spielte Aguirre fast durch, Lorrio wurde für 1:22 Minuten eingewechselt.